# Menggu
Menggu (kinesiska: 蒙姑镇) är en köping i Kina. Den ligger i provinsen Yunnan, i den sydvästra delen av landet, omkring 170 kilometer norr om provinshuvudstaden Kunming. Antalet invånare är 17 412. Befolkningen består av 8 170 kvinnor och 9 242 män. Barn under 15 år utgör 28,0 %, vuxna 15-64 år 62 %, och äldre över 65 år 9,0 %.
Genomsnittlig årsnederbörd är 898 millimeter. Den regnigaste månaden är juli, med i genomsnitt 197 mm nederbörd, och den torraste är januari, med 6 mm nederbörd.